# Gewoon varkensoor
Het gewoon varkensoor, ook wel varkensoortje genoemd, (Otidea onotica) is een schimmel behorend tot de familie Otideaceae. Het is een zakjeszwam die voorkomt in loofbossen en gemengde bossen. Het groeit in dichte groepen tussen strooisel en op humusarme bodem onder loofbomen, voornamelijk eiken (Quercus).

## Kenmerken
Opgericht staand is het gewoon varkensoor tot 10 centimeter hoog, heeft de vorm van een varkensoor en is vaal oranjegeel tot roze van kleur. In Duitsland wordt de soort aangeduid met Eselsohr (ezelsoor). De geslachtsnaam Otidea betekent echter 'hazenoor'.

## Verspreiding
Het gewoon varkensoor is in Nederland matig algemeen. Het staat op de Rode Lijst 2008 als 'kwetsbaar'.

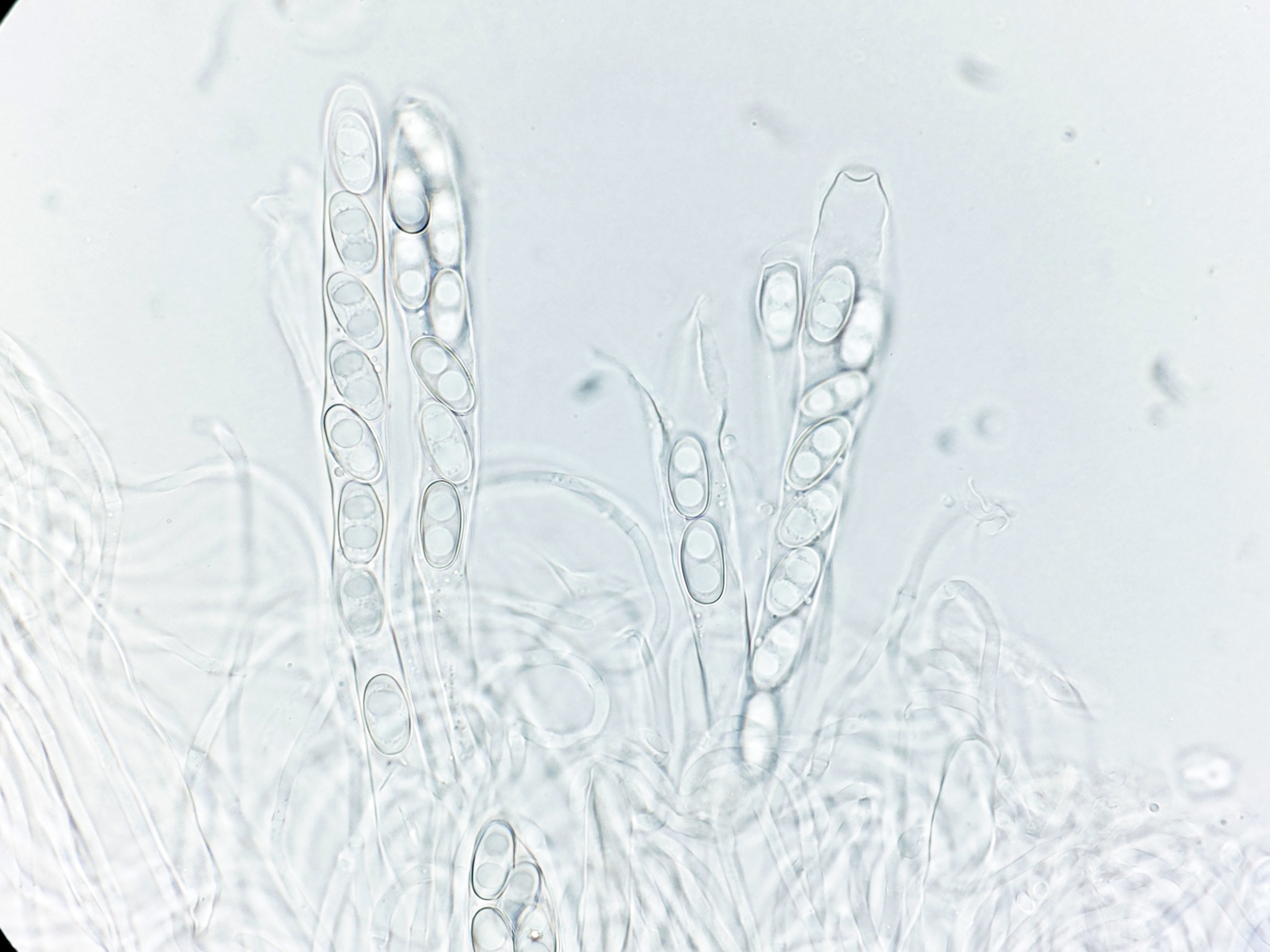
Sporen